# Паспорт гражданина Эритреи
Паспорт гражданина Эритреи — официальный документ, выдаваемый правительством Эритреи гражданам страны для совершения международных поездок.

## Описание

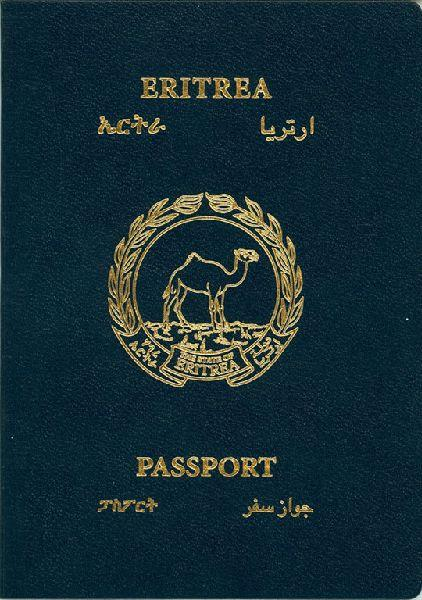
Передняя обложка эритрейского паспорта

Согласно законодательству, гражданам не выдаются паспорта до завершения военной службы. Эритрейцы, проживающие за границей, получают паспорт в своем консульстве только в том случае, если они заплатили налоги в своей стране (Эритрея и США являются единственными странами в мире, использующими налогообложение на основе гражданства). Срок действия паспорта составляет 5 лет или меньше. Эритрейцам, желающим получить гражданство иностранного государства, требуется получить разрешение от правительства страны, если они не хотят потерять эритрейское гражданство.

## Международный статус
По состоянию на 1 января 2017 года граждане Эритреи имели безвизовый доступ или визу по прибытии в 35 стран и территорий, что ставит эритрейский паспорт на 98-е место с точки зрения свободы передвижения в соответствии с индексом визовых ограничений Хенли.